# Tom Pondeljak
Tomislav „Tom“ Pondeljak (* 8. Januar 1976 in Melbourne) ist ein australischer Fußballspieler. Der offensive Mittelfeldspieler gewann im Laufe seiner Karriere vier australische Meisterschaften.

## Vereinskarriere

### Erfolge in der NSL
Pondeljak besuchte zwischen 1992 und 1993 das Victorian Institute of Sport, bevor er für St Albans in der Victorian Premier League spielte. 1995 wechselte er zu den Melbourne Knights in die National Soccer League (NSL) und gewann in der Saison 1995/96 seine erste Meisterschaft. 1999 ging er nach Sydney und spielte dort zunächst zwei Jahre für Sydney United und anschließend bei Sydney Olympic. Mit Sydney Olympic, die sich zur Saison 2001/02 in Olympic Sharks umbenannt hatten, gewann er durch einen 1:0-Finalsieg über Perth Glory seinen zweiten Meistertitel. Wie schon beim Erfolg 1996 stand er im Finale in der Startformation.
2003 verließ er Sydney und wechselte zu Perth Glory. Auch bei Perth gehörte Pondeljak zum Stammpersonal und erreichte bei der letztmaligen Austragung der NSL erneut das Meisterschaftsfinale. Durch einen 1:0-Sieg gegen Paramatta Power gewann Pondeljak seinen dritten Meistertitel in acht Jahren.

### Zeit in der A-League
Nach der Einstellung der NSL zum Ende der Saison 2003/04 verließ Pondeljak Australien für einige Zeit und spielte in Malaysia bei Johor FA. Er kehrte 2005 zurück und unterschrieb einen Vertrag beim für die A-League neu gegründeten Klub Central Coast Mariners. 2006 und 2008 erreichte er mit den Mariners jeweils das Meisterschaftsfinale, unterlag aber beide Male knapp.
Im Februar 2008 unterzeichnete Pondeljak einen Zwei-Jahres-Vertrag beim Ligakonkurrenten Melbourne Victory und kehrte damit in seine Heimatstadt zurück. Bereits in seiner ersten Saison bei Melbourne stand er erneut im Grand Final. Durch sein Weitschusstor in der 59. Minute sicherte Pondeljak seiner Mannschaft einen 1:0-Erfolg über Adelaide. Er selbst wurde im Anschluss an das Spiel als bester Spieler der Partie mit der Joe Marston Medal geehrt. Auch in der Folgesaison erreichte er mit Melbourne das Meisterschaftsendspiel, konnte bei der Niederlage gegen den Rivalen Sydney FC wegen einer Muskelverletzung aber nicht mitwirken.

## Nationalmannschaft
Pondeljak kam während des OFC-Nationen-Pokals 2002 erstmals in der australischen Nationalmannschaft zum Einsatz, darunter bei der 0:1-Finalniederlage gegen Neuseeland. Erst knapp sieben Jahre später wurde er im Rahmen der Qualifikation für die Asienmeisterschaft 2011 erneut im Nationalteam eingesetzt.

## Erfolge
auf Vereinsebene:
- Meister der A-League: 2008/09
- Meister der NSL: 1995/96, 2001/02, 2003/04
- A-League Premiership: 2007/08, 2008/09
- Vizemeister der A-League: 2005/06, 2007/08, 2009/10
- Vizemeister der NSL: 2002/03

Individuell:
- Joe Marston Medal: 2008/09